# 244 Sita
244 Sita este un asteroid din centura principală, descoperit pe 14 octombrie 1884, de Johann Palisa.